# کلیسای نشان مقدس (آراموس)
کلیسای نشان مقدس (ارمنی: Ծիրանավոր Սուրբ Նշան եկեղեցի؛ انگلیسی: Tsiranavor) یک کلیسا متعلق به کلیسای حواری ارمنی واقع در شهر آراموس، استان کوتایک ارمنستان می‌باشد. ساخت و ساز این ساختمان در سده ۶ام میلادی؛ به پایان رسید. این بنا به سبک معماری ارمنی طراحی شده است.

## نگارخانه

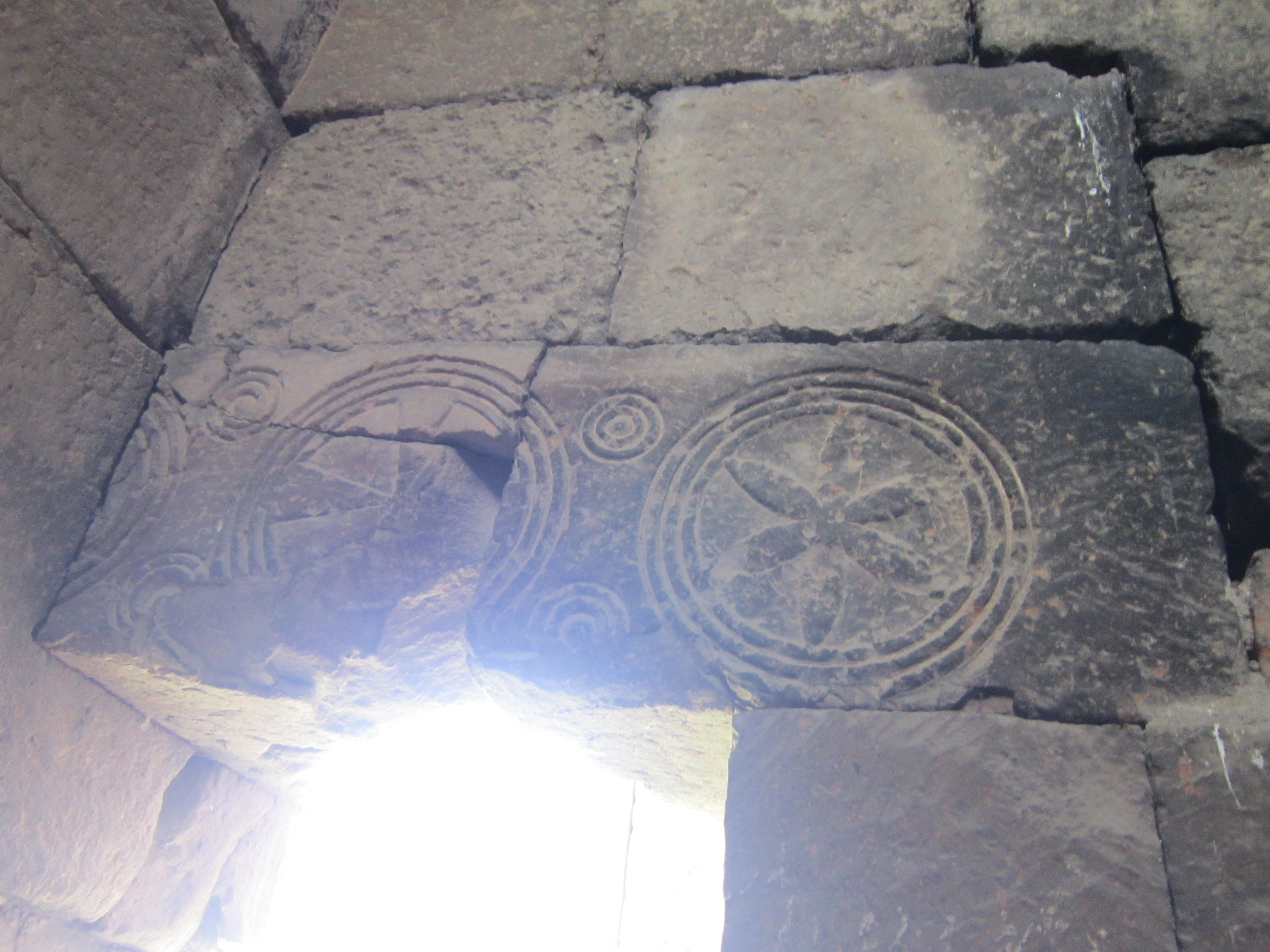
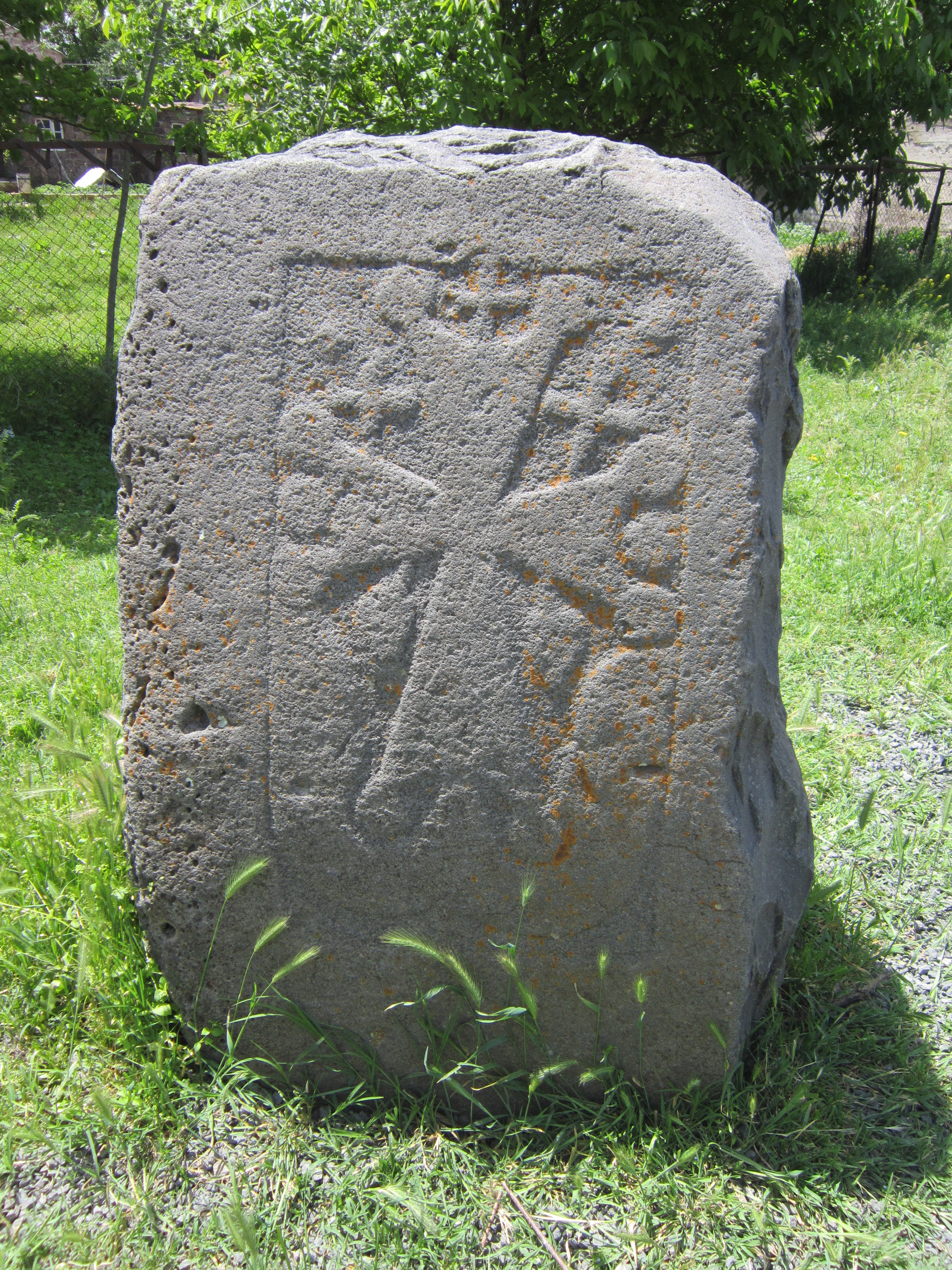
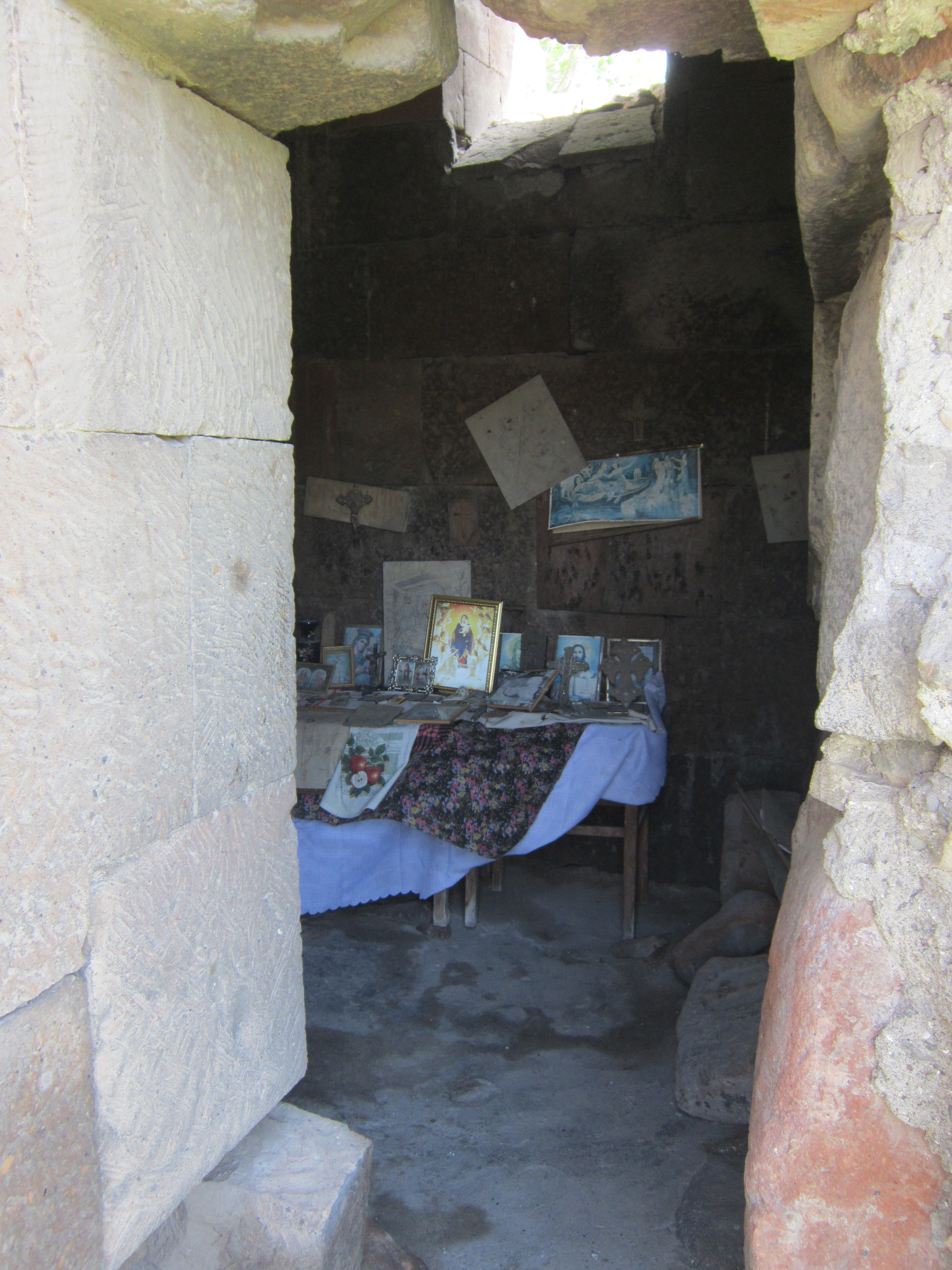
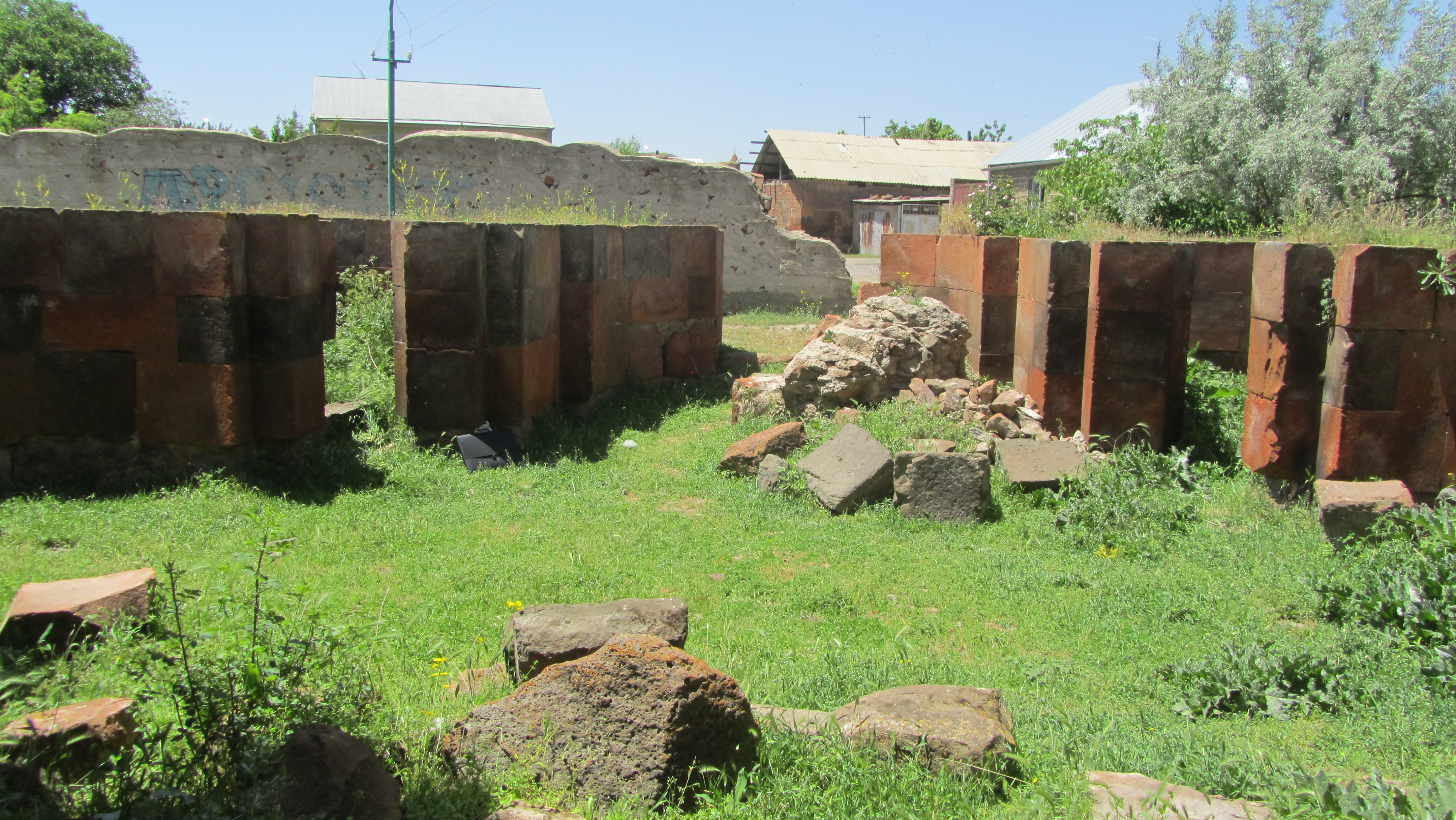
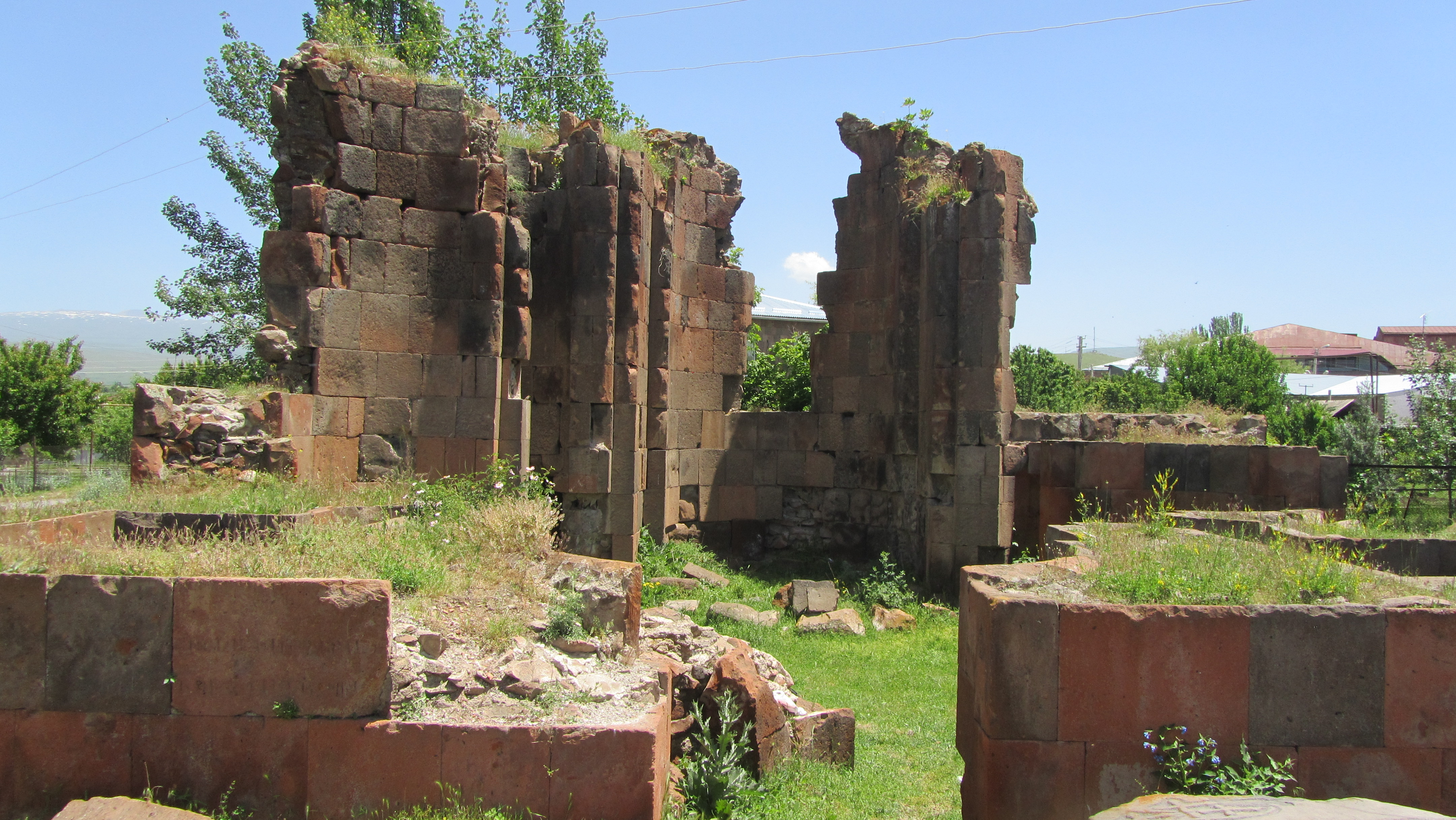